# Allegis Group
Allegis Group, Inc. er et amerikansk multinationalt bemanding- og rekrutteringsbureau med hovedkvarter i Baltimore, Maryland. I 2018 havde de en omsætning på 13,4 mia. US $ og ca. 19.000 ansatte. De markedsfører over 10 forskellige brands. Selskabet blev etableret under navnet Aerotek i 1983 af Jim C. Davis og Steve Bisciotti.